# Grunerita
La grunerita es un mineral del grupo de los silicatos, subgrupo inosilicatos y dentro de ellos pertenece a los anfíboles. Es un hidroxi-silicato de hierro —puede llevar flúor como impureza—. Es el extremo con hierro de la serie de solución sólida en la que el otro extremo con magnesio es la cummingtonita (Mg7Si8O22(OH)2).
Nombrado en honor de L.E. Grüner (1809-1883), químico franco-suizo que fue el primero que analizó este mineral en 1853 junto con todos los términos férricos de su serie.

## Amosita
La amosita o amianto marrón es una variedad fibrosa de la grunerita, más importante que ésta, por su aplicación industrial como asbesto o amianto. Su nombre proviene del acrónimo de "Asbestos Mines of South Africa", donde se descubrió. En la actualidad, el uso de asbestos marrón de amosita asbesto está prohibido en muchos estados europeos porque el polvo de las fibras puede producir enfermedades pulmonares por inhalación. Se recomienda a coleccionistas guardarlo en caja de plástico hermética. La montasita, otra variedad de grunerita poco conocida, también se usa como asbesto.

## Ambiente de formación
La grunerita es un mineral raro, pero característico de rocas metamórficas procedentes del metamorfismo regional o dinamotérmico de sedimentos silíceos ricos en hierro.

## Localización, extracción y uso
Hay importantes yacimientos de grunerita en Australia, China y Estados Unidos. En España aparece en Madrid, Ojén (Málaga) y Vigo (Pontevedra). Aparte del interés para coleccionistas solo se explota para asbestos, con una importante mina de amosita en el Departamento de Santa Cruz (Bolivia).